# Goniopora lobata
Goniopora lobata is een rifkoralensoort uit de familie van de Poritidae. De wetenschappelijke naam van de soort is voor het eerst geldig gepubliceerd door Milne Edwards & Haime.